# Forheim
Forheim (schwäbisch Foara) ist eine Gemeinde im schwäbischen Landkreis Donau-Ries.

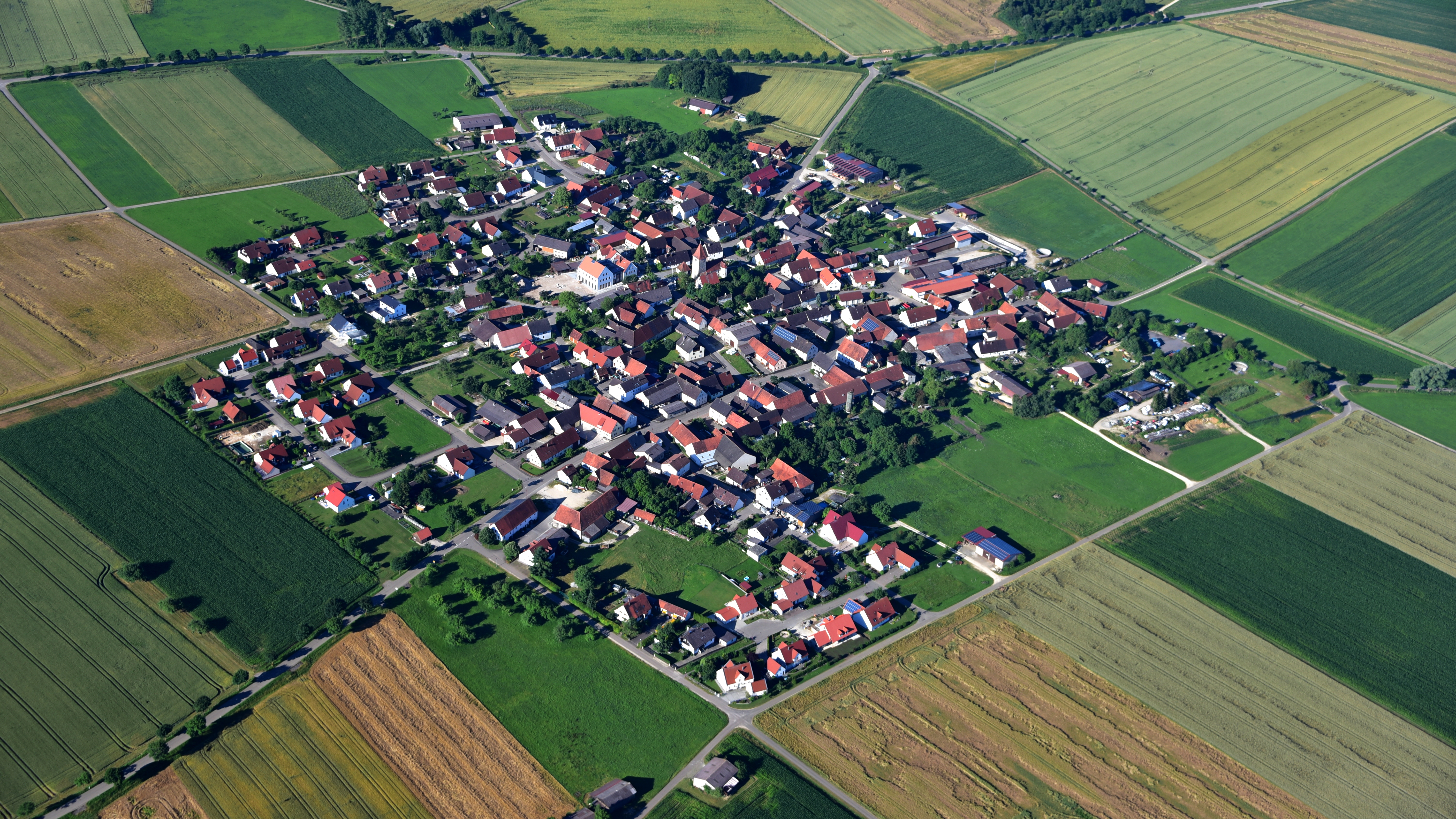
Forheim (Ortschaft) (2016)

## Geografie
Die Gemeinde liegt in der Planungsregion Augsburg.
Es gibt zwei Gemeindeteile (in Klammern ist der Siedlungstyp angegeben):
- Aufhausen (Pfarrdorf)
- Forheim (Pfarrdorf)

Die zwei Orte bilden zugleich die zwei Gemarkungen, die es auf dem Gemeindegebiet gibt.

## Geschichte

### Altertum
Die ältesten Siedlungsspuren stammen aus der Bronzezeit.
Etwa 1000 Jahre vor Christus siedelten sich im Gebiet von Forheim Menschen der Urnenfelderkultur an, was Funde von Siedlungsspuren im Gewann „Schanz“ bezeugen. In der Hallstattzeit (800 bis 450 v. Chr.) wurden am Weilhungerberg Grabhügel angelegt, in denen auch ein Fürst bestattet wurde. Auch Kelten siedelten um 400 v. Chr. nahe Forheim.
Um das Jahr 200 n. Chr. gründeten Römer einige Gutshöfe im Weilerfeld und ein Gebäude namens „Einsiedel“, dessen Zweck bis heute unbekannt ist.

### Mittelalter
Die Endung -heim deutet darauf hin, dass der Ort in der ältesten Siedlungsschicht, dem Altsiedelland, besiedelt wurde. Der Name rührt von der in Deutschland veralteten Bezeichnung für die Waldkiefer „Föhre“, schwäbisch „For“. Der Ortsname bedeutet demnach „Heim bei den Kiefern“.
In einer Urkunde aus dem Jahre 1140, in der Wolftrigel und Diemo von Fronhofen Güter an das Kloster Berchtesgaden abgaben, wird auch ein Gut namens Niuforhen genannt, bei welchem es sich möglicherweise (aber nicht gesichert) um Forheim handelt. Außerdem wird unter den Zeugen der Urkunde ein Hartnidus de Uorren (vermutlich falsch für Vorren) genannt, bei welchem es sich sicherlich um einen Angehörigen des hiesigen Ortsadels handelt.
Im 13. Jahrhundert stirbt dieses Ortsadelsgeschlecht auf Burg Fronhofen aus. Der Besitz wechselte an die Grafen von Oettingen, das Kloster Neresheim, an die Spät von Faimingen, an die Herren von Hürnheim und an die Herren von Scheppach.
1295 gelangten ein Hof und zwei Lehen in Forheim durch eine Schenkung des Heinrich Spät von Faimingen an das Kloster Zimmern. Ebenfalls an dies schenkte Bischof Andreas von Würzburg 1305 ein Gut von neun Morgen Acker. Graf Ludwig der Ältere von Oettingen überließ gegen 15 Mlt. Getreide jeder Sorte den Kirchensatz zu Forheim dem Kloster Zimmern. Von nun an bestimmten die Äbtissinnen des Klosters Zimmern die Pfarrer. 1364 folgt die Einverleibung der Kirche an das Kloster Zimmern durch den Bischof von Augsburg.

### Neuzeit
Im Zuge der Reformation wurde das Kloster Zimmern aufgelöst. In Forheim wurde 1540 der erste evangelische Pfarrer einberufen, sein Name war Michael Pferinger / Pfersinger, im Jahre 1557 folgte der endgültige Übertritt zum Protestantismus. 1546 zerstörte eine Feuersbrunst das ganze Dorf mit Kirche und Pfarrhaus bis auf einige Häuser.
Im Dreißigjährigen Krieg fanden andauernd Einquartierungen statt und das Dorf wurde oft geplündert, weshalb viele Einwohner – meist nach Nördlingen – flohen. Im Jahr 1638 existierten nur noch drei Haushaltungen.
Während des Ersten Koalitionskrieges lagerten kaiserliche Truppen unter General Montecuculi im Weilerfeld. Es kam zum Zusammenstoß mit französischen Truppen unter General Moreau. Ein Gewitter vermied eine Schlacht, da es noch nicht möglich war, bei Regen zu schießen. Die Kaiserlichen zogen ab und verwüsteten Forheim. Im Anschluss plünderten die Franzosen Forheim.
1806 wurde Forheim in das Königreich Bayern eingegliedert. Im Jahr 1911 wurde der Bau einer Wasserleitung geplant, jedoch hatte erst Weihnachten 1956 jeder Betrieb fließendes Wasser. 1959 folgte der Bau der Ortskanalisation mit der ersten biologischen Kläranlage des Landkreises Nördlingen.

### Eingemeindungen
Im Zuge der Gebietsreform in Bayern wurde am 1. Januar 1978 die Gemeinde Aufhausen eingegliedert.

### Einwohnerentwicklung
Zwischen 1988 und 2018 sank die Einwohnerzahl von 582 auf 564 um 18 Einwohner bzw. um 3,1 %.
| Jahr      | 1961 | 1970 | 1987 | 1991 | 1995 | 2000 | 2005 | 2010 | 2015 |
| Einwohner | 595  | 624  | 588  | 600  | 609  | 607  | 601  | 574  | 565  |

## Politik
Die Gemeinde ist Mitglied der Verwaltungsgemeinschaft Ries mit Sitz in Nördlingen.

### Bürgermeister
Bei der Wahl am 15. März 2020 wurde Andreas Bruckmeier (Wählergemeinschaft Aufhausen) zum Ersten Bürgermeister gewählt; er trat das Amt am 1. Mai 2020 an. Sein Vorgänger war von Mai 1990 bis April 2020 Werner Thum (Wählergemeinschaft).

### Gemeinderat
Der Gemeinderat besteht in der Amtszeit 1. Mai 2020 bis 30. April 2020 aus acht Mitgliedern. Auf die Wählergemeinschaft Forheim kamen vier Sitze, auf die Wählergemeinschaft Aufhausen ebenfalls vier Sitze.

### Wappen
| Wappen von Forheim | Blasonierung: „Geteilt; oben gespalten von Silber und Schwarz, aufgelegt eine gekürzte heraldische Lilie in verwechselten Farben; unten in Rot ein goldener Sparren.“ |
| Wappen von Forheim | Wappenbegründung: Das Gemeindewappen enthält Hinweise auf zwei für den Ort bedeutende Geschlechter: Die Lilie ist dem Wappen der Edelherren von Fronhofen entnommen, die um 1140 erstmals belegt sind und in frühen Urkunden im Zusammenhang mit Forheim erwähnt werden. Der Sparren ist eine Minderung des Schragens aus dem Stammwappen der Grafschaft Oettingen. Die Grafen erwarben bereits im 14. Jahrhundert Besitz und Rechte, darunter das Patronatsrecht über die aus dem 15. Jahrhundert stammende Margaretenkirche. Dieses Wappen wird seit 1960 geführt. |

## Baudenkmäler
- St. Margaretha in Forheim
- Pfarrhaus, ein Fachwerkhaus von 1557
- St. Martin in Aufhausen

## Wirtschaft und Infrastruktur

### Wirtschaft einschließlich Land- und Forstwirtschaft
2017 gab es in der Gemeinde 76 sozialversicherungspflichtige Arbeitsplätze. Von der Wohnbevölkerung standen 249 Personen in einem versicherungspflichtigen Beschäftigungsverhältnis. Damit war die Zahl der Auspendler um 173 Personen größer als die der Einpendler. Fünf Einwohner waren arbeitslos. 2016 gab es 30 landwirtschaftliche Betriebe, die eine Fläche von 997 ha bewirtschafteten.

### Bildung
Am 1. März 2018 gab es eine Kindertagesstätte mit 39 genehmigten Plätzen und 21 betreuten Kindern, davon vier unter drei Jahren.

## Söhne und Töchter der Gemeinde
- Johann Jakob Friedrich Vogelgesang (* 1748), evangelischer Pfarrer und Liederdichter
- Johann Friedrich Albrecht Muck (1763–1839), ev.-luth. Pfarrer, Komponist und Schriftsteller
- Otto Erhard (1829–1888), Rechtsanwalt und Reichstagsabgeordneter
- Johannes Link (1847–1914), Drechsler, Gründer der Firma Sonor
- Wilhelm Vocke (1886–1973), im Gemeindeteil Aufhausen geboren, deutscher Bankfachmann